# 1914 en littérature
| Années de la littérature : 1911 - 1912 - 1913 - 1914 - 1915 - 1916 - 1917    |
| Décennies de la littérature : 1880 - 1890 - 1900 - 1910 - 1920 - 1930 - 1940 |

## Événements
- 16 janvier : Maxime Gorki est gracié après huit ans d’exil pour agitation révolutionnaires.
- La Russie participe à la foire du livre de Leipzig (106 millions de volumes édités en 1913).
- Les éditions Hachette reprennent le fonds des éditions Hetzel.

## Presse
- 28 novembre : Le Mot, revue littéraire de Cocteau et Paul Iribe.

## Parutions

### Essais
- Charles Bioche, Histoire des mathématiques, Paris, éd. Belin Frères
- Léon Bloy, Le Pèlerin de l’absolu.
- Léon Blum, Stendhal et le beylisme.
- Sir James Frazer, Le Rameau d'or. Longue étude sur la magie et la religion.
- Pierre Mac Orlan, Le Rire jaune (septembre).
- Jacques Maritain, La Philosophie bergsonienne.
- Romain Rolland, Au-dessus de la mêlée, 15 septembre, édité en Suisse. Un appel pacifiste.

### Poésie
- Guillaume Apollinaire (1880-1918) : Lettre-océan, 15 juin. Calligrammes.
- Anna Akhmatova (russe, 1889-1966) : Le rosaire.

### Romans

#### Auteurs francophones
- Paul Bourget (1852-1935) : Le Démon de midi (juillet).
- Francis Carco (1886-1958) : Jésus-la-Caille.
- André Gide (1869-1951) : Les Caves du Vatican (mai).
- François Mauriac (1885-1970) : La Robe prétexte (juin).

#### Auteurs traduits
- James Joyce (irlandais, 1882-1941) : Les Gens de Dublin, 15 juin

### Théâtre
- 22 janvier : L’échange, pièce de Paul Claudel.
- 7 février : La revue de l’amour, de Charles Quintel et H. Moreau, avec Raimu et Musidora.
- 18 février : Je ne trompe pas mon mari, pièce de Feydeau et Reter.

## Principales naissances
- 6 janvier : Vittorio Bodini, poète, critique littéraire et traducteur italien († 19 décembre 1970).
- 18 janvier : Arno Schmidt, écrivain allemand († 3 juin 1979).
- 5 février : William S. Burroughs, romancier américain († 2 août 1997).
- 31 mars : Octavio Paz, écrivain mexicain, prix Nobel de littérature († 19 avril 1998).
- 3 avril : Pierre Duny-Pétré, écrivain français de langue basque († 24 mars 2005).
- 4 avril : Marguerite Duras, romancière française († 3 mars 1996).
- 26 avril : Bernard Malamud, romancier américain († 18 mars 1986).
- 8 mai : Romain Gary, romancier français d'origine russe († 2 décembre 1980).
- 6 juillet : José García Nieto, poète, écrivain et journaliste espagnol († 27 février 2001).
- 2 août : Félix Leclerc, auteur-compositeur-interprète, poète, écrivain et acteur québécois († 8 août 1988).
- 9 août : Leif Hamre, écrivain norvégien († 23 août 2007).
- 5 septembre : Nicanor Parra, « antipoète » chilien († 23 janvier 2018).
- 16 octobre : Ángel Caffarena, poète et éditeur espagnol († 25 février 1998).
- 17 octobre : Jerry Siegel, scénariste américain de comics († 28 janvier 1996).
- 25 octobre : John Berryman, poète américain († 7 janvier 1972).
- 27 octobre : Dylan Thomas, écrivain et poète gallois († 9 novembre 1953).
- 7 novembre : Raphael Aloysius Lafferty, écrivain américain († 18 mars 2002).
- 12 décembre : Patrick O'Brian, romancier historique anglais († 2 janvier 2000).

## Principaux décès
- 8 février : Charles Calais, poète français.
- 30 janvier : Paul Déroulède, écrivain et homme politique français.
- 25 mars : Frédéric Mistral, poète français (° 1830).
- 5 septembre : Charles Péguy, écrivain français (° 1873), sur le front de la Marne.
- 22 septembre : Alain-Fournier, écrivain français (° 1886), sur le front de la Meuse.
- 3 novembre : Georg Trakl, poète autrichien.
- ? : Ambrose Bierce, écrivain américain (° 1842).